# Michael Puleo
Michael Puleo (17 dicembre 1960) è un ballerino statunitense.
Si forma presso il Richard Andros Theater Art Center, studiando balletto classico, tip-tap e
jazz. Seguono studi alla Performing Arts High School, alla New York School of Ballet e alla School of American Ballet.
Come danzatore professionista collabora con numerose e prestigiose compagnie.
Nel New York City Opera è ballerino principale in "Le Bourgeois Gentilhomme", coreografia di George Balanchine, con il New York City Ballet collabora sotto la direzione di George Balanchine, J. Robbins e P. Martins, con il Metropolitan Opera di New York è solista in "Death in Venice", coreografia di Sir F. Ashton.
Collabora con la compagnia U.S. Terpsicori (direttori R. Thomas e B. Fallis).
Perfeziona lo stile contemporaneo con Twyla Tharp all'Armitage Ballet.
Maitre de Ballet per la Compagnia Virgilio Sieni Danza, aiuto Maitre de Ballet per MaggioDanza e assistente coreografo alla Compagnia del Teatro Nuovo di Torino, partecipa a numerose manifestazioni artistiche in veste di aiuto coreografo (da Virgilio Sieni a Karole Armitage per produzioni internazionali), insegna Danza Classica e di Repertorio e organizza Stages artistici presso varie Scuole di Danza

## Articoli
- NY Times review by Anna Kisselgoff, November 20, 1982
- NY Times review by Anna Kisselgoff, February 16, 1985
- NY Times review by Jennifer Dunning, May 21, 1989